# Terra dove andare
Terra dove andare (The Toilers and the Wayfarers) è un film del 1995 diretto da Keith Froelich.

## Trama
I sedicenni Phillip e Dieter vivono in una piccola città del Minnesota e devono nascondere a tutti il fatto che sono gay. Accompagnati da Udo, un misterioso parente tedesco, i due fuggono alla ricerca di un posto dove poter vivere tranquillamente.

## Produzione
Il film è stato ambientato e girato a New Ulm, nella contea di Brown, nel Minnesota meridionale.

## Distribuzione
In Italia il film è uscito unicamente in DVD nel maggio 2008 in lingua originale con sottotitoli in italiano.